# Assimetria (estatística)

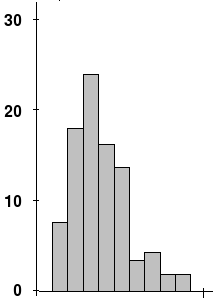
Uma distribuição assimétrica.

Em Estatística, a assimetria, também conhecida como obliquidade[carece de fontes?] (em Inglês "skewness", em Alemão "Schiefe") é uma medida da falta de simetria de uma determinada distribuição de frequência. É definida por:
{\displaystyle \mathrm {v={\frac {m_{3}(\mu )}{\sigma ^{3}}}} }
Onde  m3(µ)  é o terceiro Momento central e σ é o desvio-padrão.

## Significado
A obliquidade mede a assimetria das caudas da distribuição. Distribuições assimétricas que tem uma cauda mais "pesada" que a outra apresentam obliquidade. Distribuições simétricas tem obliquidade zero. Assim:
- Se v>0, então a distribuição tem uma cauda direita (valores acima da média) mais pesada
- Se v<0, então a distribuição tem uma cauda esquerda (valores abaixo da média) mais pesada
- Se v=0, então a distribuição é aproximadamente simétrica (na terceira potência do desvio em relação à média).